# 2023年麦西尼亚移民船倾覆事件
2023年6月14日凌晨2:04，一艘载有近750名难民 的渔船在希腊南部海岸倾覆沉没，導致82人死亡和568人失踪，僅104人生還；船上難民大部份為巴基斯坦籍，共有310人（135人來自巴控克什米尔），當中300人於此次海難中死亡或失蹤，僅10人生還。事後希臘及巴基斯坦當局分別拘捕9名埃及籍及10名巴基斯坦籍蛇頭。
該船於2023年6月10日從图卜鲁格出發，而且該船嚴重超載。6月14日凌晨1点40分左右，該船的发动机出現故障。 大约10到15分钟后，該船沉没。船上没有人穿救生衣。

## 各方反应
希腊宣布哀悼三天。欧盟委员会主席乌尔苏拉·冯德莱恩表示，对这一事件深感悲痛，承诺加强欧盟与周边国家的合作，进一步打击偷运移民者。
巴基斯坦当局为希腊海岸沉船事件溺亡的300名巴基斯坦人举行全国哀悼。